# N-tv
n-tv es un canal de televisión privado temático alemán dedicado a la información, que pertenece a RTL Group. Comenzó sus emisiones el 30 de noviembre de 1992 y actualmente se encuentra disponible en abierto en la televisión digital terrestre en Alemania además de varias plataformas de televisión por satélite, cable e IPTV.

## Historia
n-tv comenzó como un proyecto de desarrollo empresarial en Time-Warner International que, bajo el liderazgo del entonces presidente Steve Ross, estaba buscando formas de hacer crecer sus negocios a nivel internacional. Time-Warner en ese momento era un importante accionista de Turner Broadcasting, la empresa matriz de CNN (ambas ahora filiales de Time-Warner) y comenzó a buscar formas de ingresar al negocio de canales de noticias a nivel internacional. En 1991, bajo la dirección de Tom McGrath, el entonces presidente de Time-Warner International Broadcasting, la compañía desarrolló una estrategia para Austria, Alemania y los territorios de habla alemana de Suiza.
Uno de los proyectos favoritos de McGrath fue un canal de noticias en alemán las 24 horas. McGrath aseguró el último transpondedor disponible en el satélite Kopernikus y aseguró varias licencias de televisión terrestre para la transmisión de lo que se convertiría en n-tv. McGrath luego reclutó a varias compañías alemanas como socios, incluido el Grupo Otto, APAX Partners y reclutó a Karl Kuhlo, un experimentado presentador alemán como director general.
n-tv comenzó a transmitir en noviembre de 1992, con sede en Berlín. Al hacerlo, se convirtió en el primer canal de noticias en lengua alemana. En 1994, CNN compró el 27,5 % de la compañía y posteriormente aumentó su participación hasta el 50 %.
En 2004, la sede de la cadena se trasladó a Colonia, donde se encuentran el resto de canales del grupo RTL.
RTL tomó el control total de n-tv en 2006, habiendo adquirido la mitad de la compañía en el año 2002.
En septiembre de 2010, n-tv se trasladó al centro de medios Rheinhallen en el distrito de Deutz en Colonia, donde se basan todas las operaciones de Televisión de RTL en Alemania.

## Programación
N-tv emite noticias, información económica y programas de entrevistas. El canal emite boletines informativos de lunes a viernes cada hora. Por la mañana cada media hora (entre las 7 y las 9 en punto cada 15 minutos). Los fines de semana, emite noticias cada hora. A partir de las 8 p. m. emite boletines de 15 minutos enfocados a la información busátil.

## Audiencias
En la siguiente tabla se muestran los datos de cuota de mercado de n-tv desde el año 2012 en Alemania.
|      | Enero | Febrero | Marzo | Abril | Mayo | Junio | Julio | Agosto | Septiembre | Octubre | Noviembre | Diciembre | Media Anual |
| ---- | ----- | ------- | ----- | ----- | ---- | ----- | ----- | ------ | ---------- | ------- | --------- | --------- | ----------- |
| 2012 | 1.0%  | 0.9%    | 0.9%  | 1.0%  | 1.0% | 0.9%  | 1.0%  | 0.9%   | 0.9%       | 1.1%    | 0.9%      | 1.0%      | 0.9%        |
| 2013 | 0.9%  | 0.9%    | 0.9%  | 1.0%  | 1.0% | 1.0%  | 1.0%  | 0.9%   | 0.9%       | 0.9%    | 0.9%      | 1.0%      | 0.9%        |
| 2014 | 1.0%  | 0.9%    | 1.1%  | 1.0%  | 1.0% | 0.8%  | 1.0%  | 1.0%   | 0.9%       | 0.9%    | 0.9%      | 0.9%      | 1.0%        |
| 2015 | 1.0%  | 0.9%    | 1.1%  | 1.0%  | 1.0% | 1.0%  | 1.2%  | 1.0%   | 1.0%       | 1.0%    | 1.2%      | 1.0%      | 1.0%        |
| 2016 | 1.1%  | 1.0%    | 1.1%  | 1.1%  | 1.1% | 1.1%  | 1.4%  | 1.1%   | 1.1%       | 1.1%    | 1.1%      | 1.2%      | 1.1%        |
| 2017 | 1.2%  | 1.1%    | 1.2%  | 1.2%  | 1.2% | 1.3%  | 1.3%  | 1.2%   | 1.1%       | 1.1%    | 1.0%      | 1.0%      | 1.1%        |
| 2018 | 1.0%  |         |       |       |      |       |       |        |            |         |           |           |             |

Fuente : Kommission zur Ermittlung der Konzentration im Medienbereich (KEK)
Leyenda :
Fondo verde : Mejor resultado histórico.
Fondo rojo : Peor resultado histórico.